# 濱北市
濱北市（日语：〔〕／ Hamakita shi */?）是靜岡縣西部（遠州）的一個已不存在的市。2005年7月1日，與周邊10市町村共同編入濱松市。